# So Long, Bannatyne
So Long, Bannatyne är det sjätte albumet av The Guess Who utgivet 1971. Albumet har en tydlig Pop / Rock och Balladkaraktär.

## Låtlista
1. American Woman - Rain Dance - 2:45 (Burton Cummings / Kurt Winter)
2. She Might Have Been A Nice Girl - 3:13 (Burton Cummings)
3. Goin’A little Crazy - 6:59 (Burton Cummings / Kurt Winter)
4. Fiddlin’ - 1:06 (Burton Cummings / Kurt Winter)
5. Pain Train - 3:45 (Burton Cummings / Kurt Winter)
6. One Divided - 2:38 (Greg Leskiw)
7. Grey Day - 4:16 (Greg Leskiw)
8. Life In The Bloodstream - 3:10 (Burton Cummings)
9. One Man Army - 3:55 (Burton Cummings / Kurt Winter)
10. Sour Suite - 4:06 (Burton Cummings)
11. So Long Bannatyne - 4:06 (Burton Cummings / Kurt Winter)
12. Albert Flasher - 2:25 (Burton Cummings)
13. Broken - 3:05 (Burton Cummings / Kurt Winter)

Spår 12 Och 13 Är Två Bonusspår Tidigare Utgivna Som Singelspår 1971 - Ej Med På LP Versionen Utan Endast Utgiven På CD Versionen Av Albumet.

## Medverkande
- Burton Cummings - Sång, Piano, Saxophone
- Kurt Winter - Elektrisk Gitarr, Akustisk Gitarr, Bakgrundssång
- Greg Leskiw - Elektrisk Gitarr, Akustisk Gitarr, Banjo, Bakgrundssång
- Jim Kale - Basgitarr
- Gary Peterson - Trummor, Percussion, Bakgrundssång

- Producent Jack Richardson För Nimbus 9 Productions / RCA Records LSP 4574
- CD Utgåva Från 2009. Skivnummer RCA Records / ICON CLASSIC Records ICON 1015 (8 8697-51389-2 0)